# St. Stephan (Stephansried)

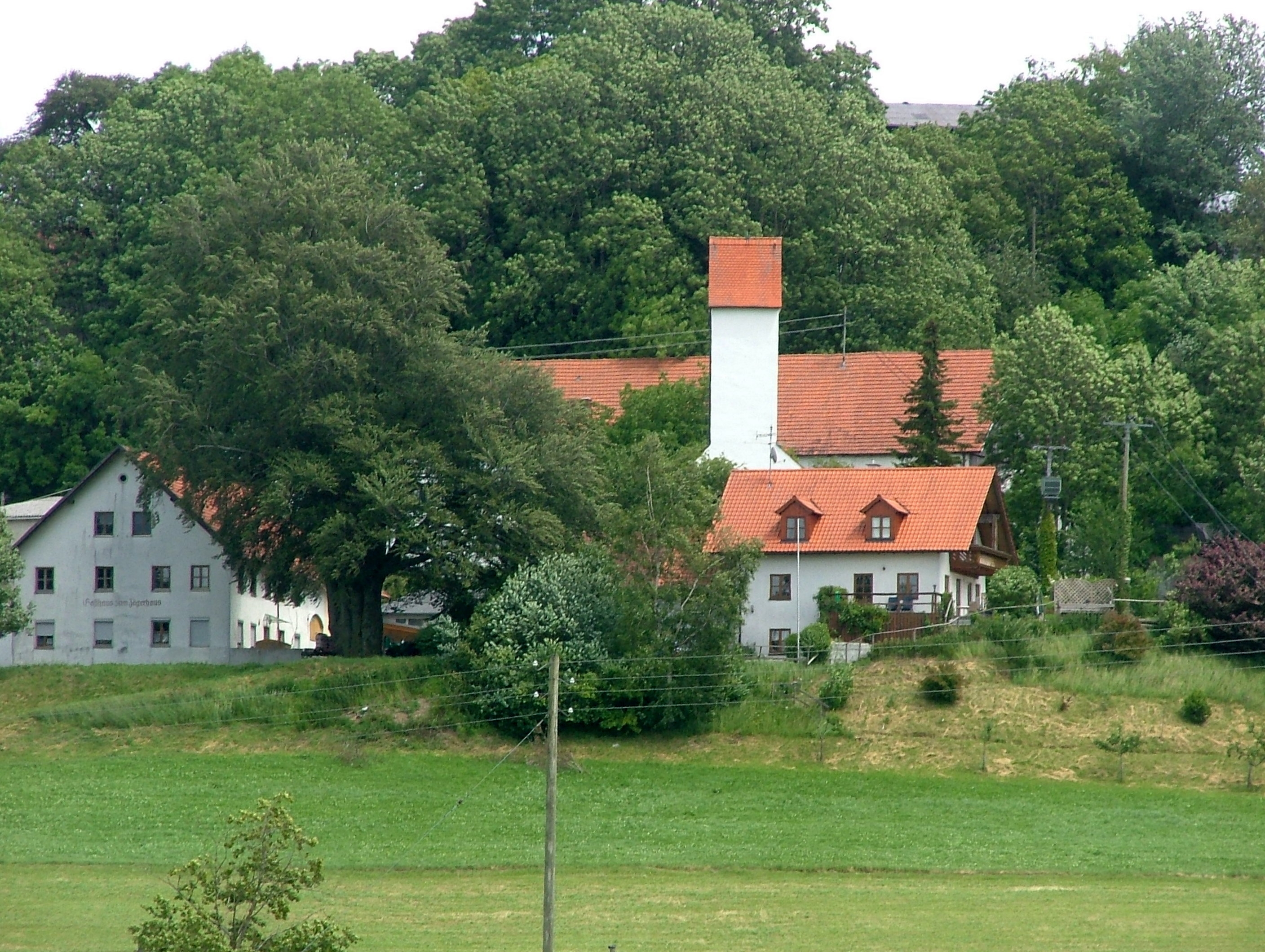
St. Stephan

Die Filialkirche St. Stephan ist eine barocke Kirche im oberschwäbischen Stephansried, dem Geburtsort von Sebastian Kneipp. Am Westgiebel des 1687 erbauten Gotteshauses erhebt sich ein Satteldachturm. Das einschiffige Langhaus besitzt ein Flachtonnengewölbe. Unter der Empore an der Westwand befindet sich eine Vorhalle. 

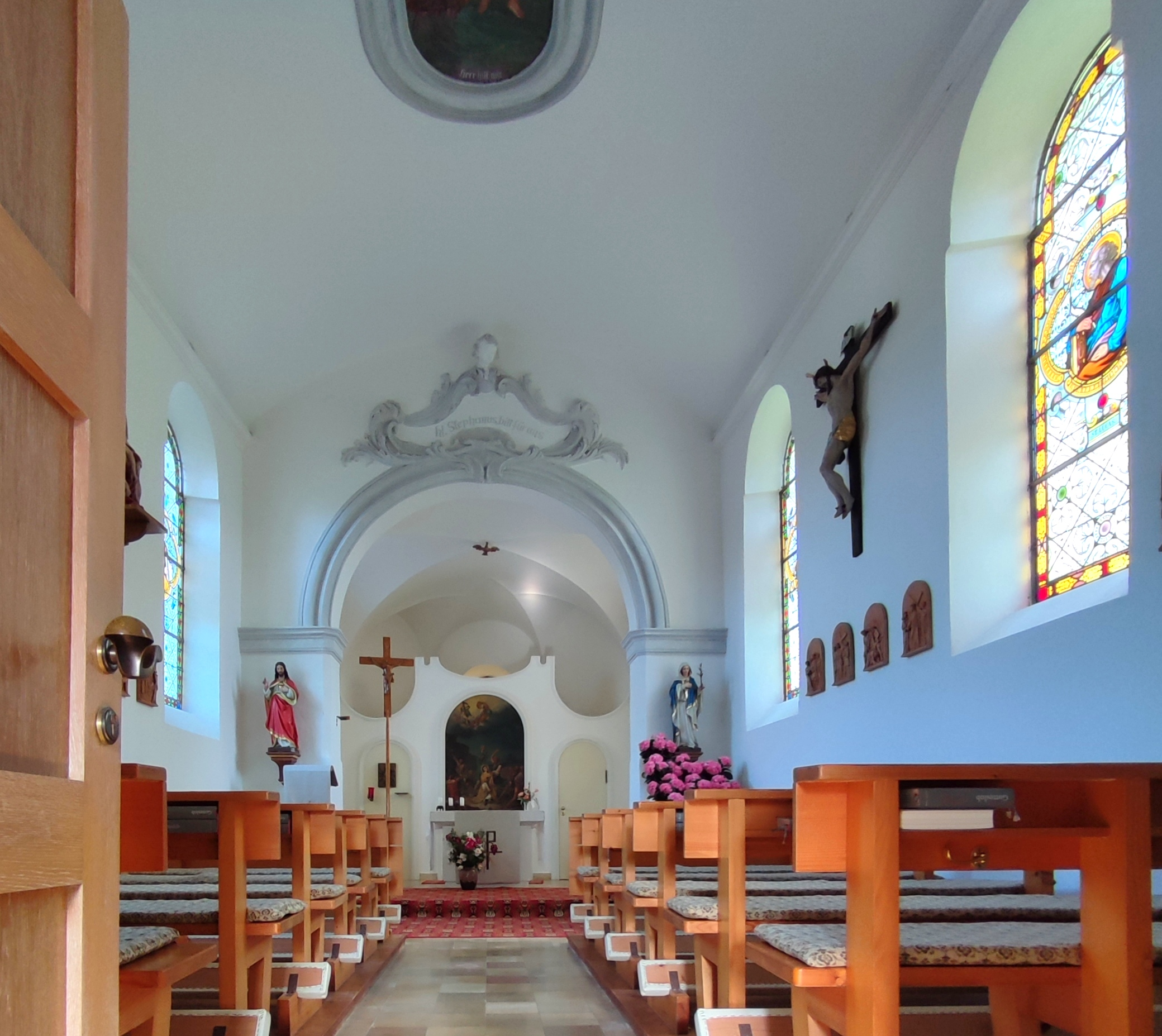
Kirche Stephansried, Innenraum

Der Chor hat einen dreiseitigen Schluss und ein Kreuzgratgewölbe. Das Gemälde Steinigung des Hl. Stephanus stammt von Johann Friedrich Sichelbein, der es 1687 malte. Dem Gemälde liegt eine Rembrandt-Radierung von 1625 zugrunde, die Sichelbein seitenverkehrt übernahm. In früheren Quellen wurde vermutet, dass das Bild im Jahre 1891 entstand. Eine gefasste Pietà aus Holz wurde um 1550 bis 1560 geschaffen. Die Vorhalle enthält eine Kreuzabnahme mit mehreren Figuren aus der zweiten Hälfte des 18. Jahrhunderts sowie eine neuere Kalksteintafel mit geschichtlichen Daten. Bei einer Renovierung um 1970 wurden wesentliche Teile der historischen Ausstattung entfernt, die Farbfenster überstanden diese "Purifizierung".